# Exedra im Landschaftpark Buchwald

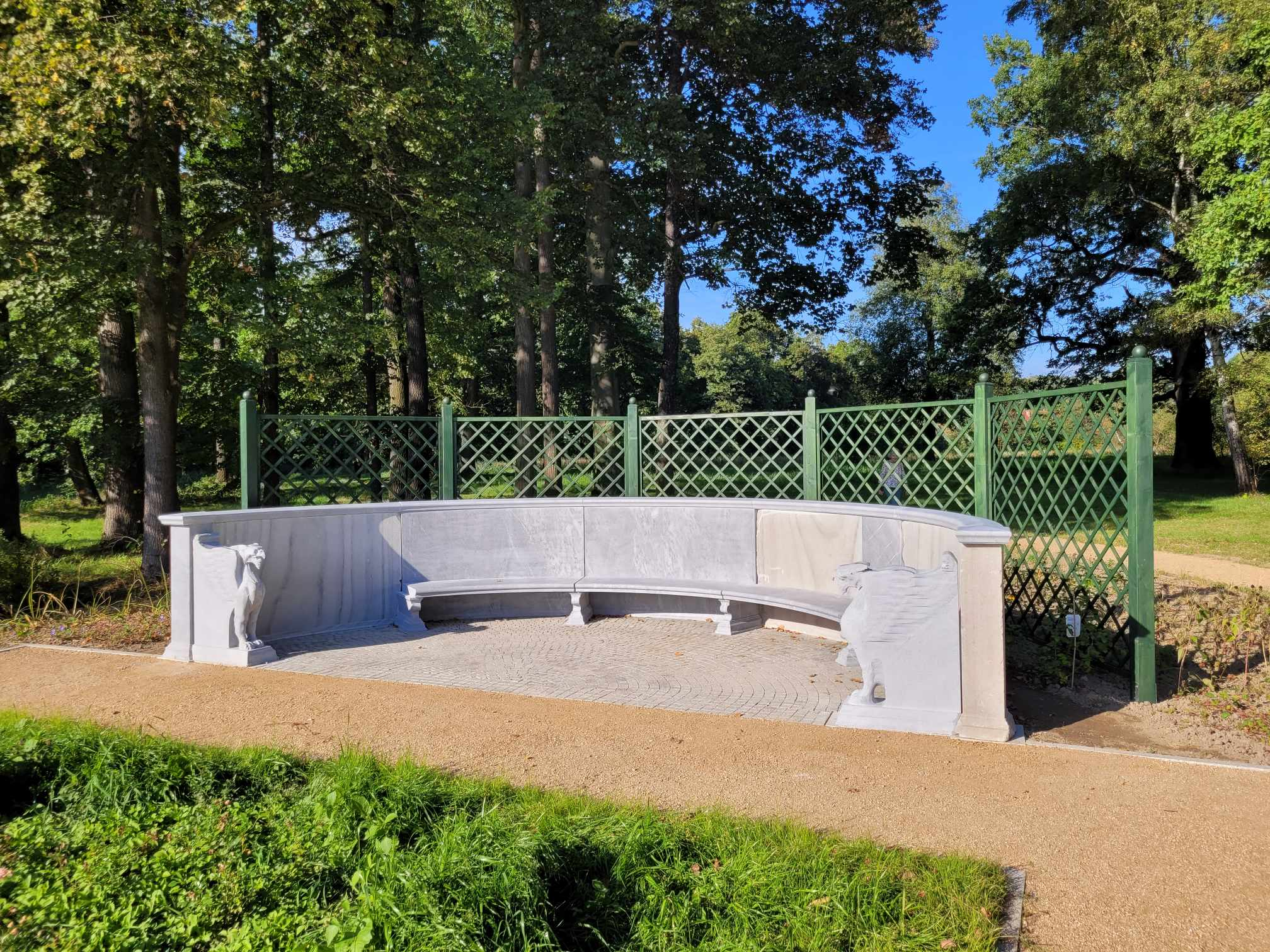
Die Exedra im Landschaftspark Buchwald

Im Jahre 1843 schenkte Friedrich Wilhelm IV. eine marmorne Bank der Gräfin Frederike von Reden. Diese sogenannte Exedra im Landschaftspark Buchwald ist ein hochklassizistisches Beispiel für die in der Zeit von ca. 1790–1850 in Europa populäre Form einer „Bank mit Aussicht“ nach antiken Vorbildern. Der Entwurf der Bankanlage stammt von Ludwig Persius.

## Geschichte

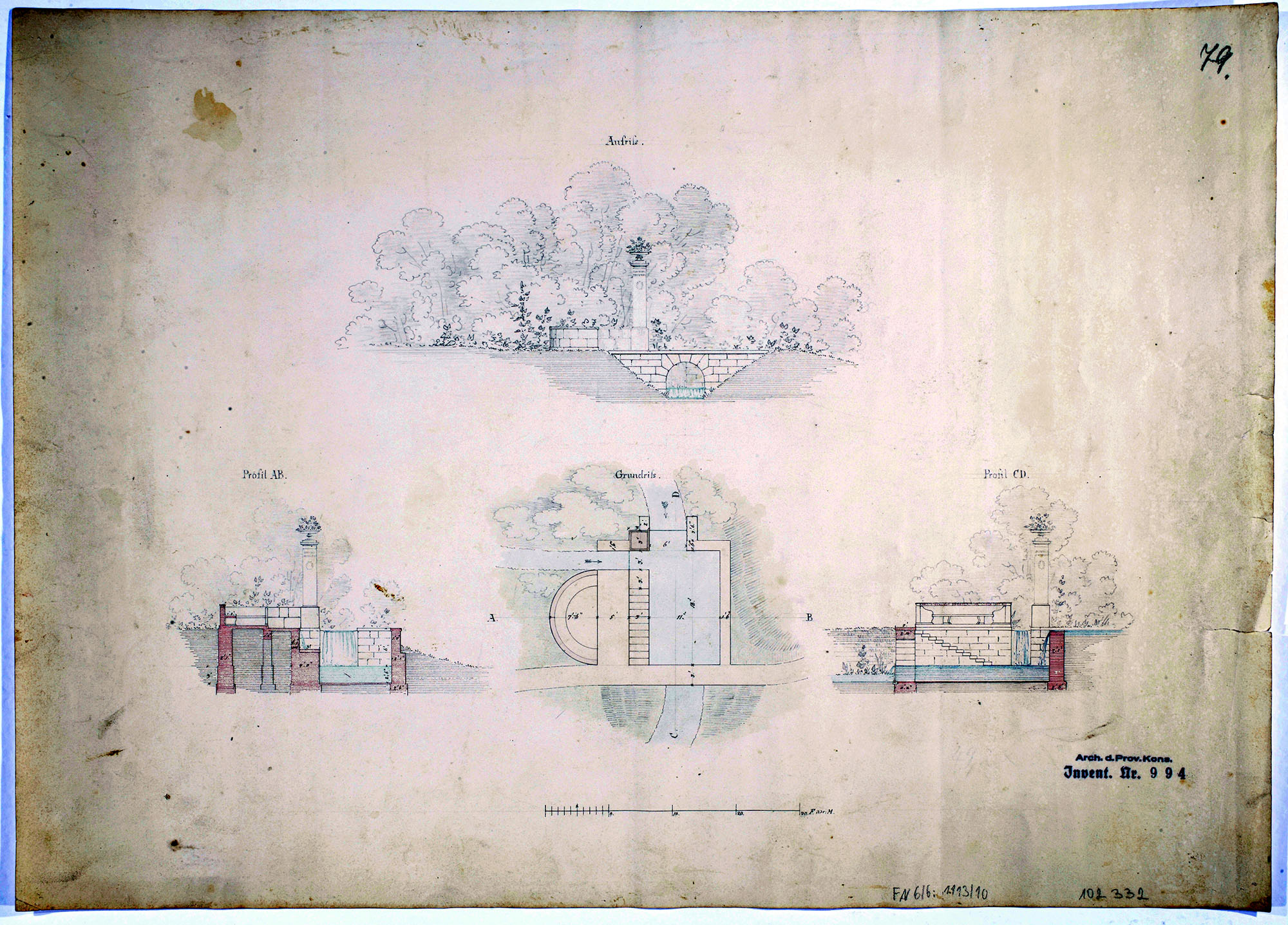
Entwurf für die Exedra samt Bootsanlegestelle für den Buchwalder Landschaftspark im Auftrag von Friedrich Wilhelm IV. durch Ludwig Persius

Von 1790 bis ca. 1850 formte der preußische Bergbauminister Graf Friedrich Wilhelm von Reden, später seine Witwe Frederike von Reden, einen nach englischem Vorbild gegliederten Landschaftspark im schlesischen Riesengebirge. Dieser Park wurde zudem mit zahlreichen Staffagebauten ausgestattet. Friedrich Wilhelm IV. war ein häufiger Gast in Buchwald, mit Friedrike von Reden verband den König eine enge Freundschaft durch innige Religiosität. 1842 beauftragte Friedrich Wilhelm IV. den Schinkelschüler Ludwig Persius mit der Planung einer verkleinerten Fassung der marmornen Parkbänke im Schlosspark von Sanssouci als Bekenntnis der langjährigen Freundschaft und Anerkennung der karitativen Tätigkeit von Frederike von Reden im Hirschberger Tal. Persius verband den Entwurf der Bank mit einer kleinen Anlegestelle im Kreuzungspunkt des Schlossteiches und zweier Bachläufe. Unklar ist, ob der Anlegepunkt tatsächlich ausgeführt worden ist, der Provinzialkonservator von Schlesien bis 1945 Günther Grundmann berichtet, dass der „Gondelhafen“ tatsächlich existierte. Die Marmorbank wurde in den Potsdamer Steinmetzbetrieben am Ruinenberg gefertigt und 1845 ins schlesische Buchwald geliefert. Dort stand die Bank bis ca. 1970, dann wurden die Greifenlehnen entwendet und die restliche Bank vollständig zerstört und mit Erdreich überfüllt. Die Bank galt als verloren, bis durch Zufall um 2010 Fragmente der Bank an der Böschung des Schlossteichs entdeckt worden sind. Schließlich übernahm der Verein zur Pflege schlesischer Kunst und Kultur (VSK) die Rekonstruktion der Bank in die Projektliste auf. Ab 2020 erfolgte die Sicherung der Fragmente und die Rekonstruktion der fehlenden Elemente durch den Architekten Christopher Schmidt-Münzberg. Im September 2023 erfolge die Installation der fertiggestellten Bank unter Verwendung von ca. 35 % der Originalteile nahe dem Originalplatz im Landschaftspark Buchwald und ist wieder der Öffentlichkeit zugänglich.

## Beschreibung

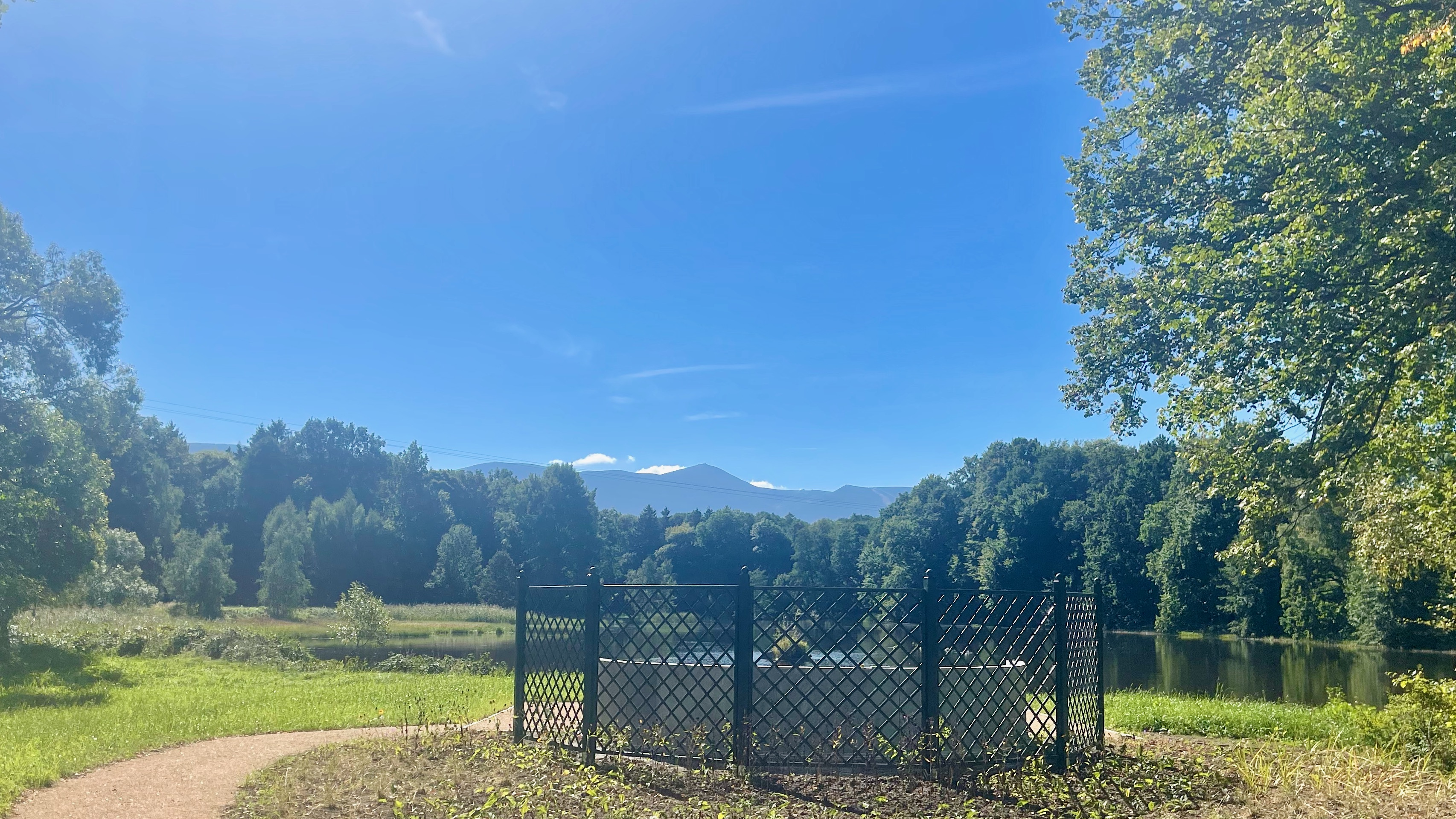
Blick von der Exedra über die Teiche Richtung Hochgebirge, im Zentrum die Schneekoppe

Die Banklehnen beschreiben einen Halbkreis von ca. 5,5 m bei einer Höhe von ca. 1,1 m und sind am Fuß- und Kopfpunkt fein profiliert. Beidseitig ist die Sitzfläche durch im hochklassizistischen Stil fein ausgearbeitete Greifenlehnen eingefasst. Die Sitzfläche besteht aus fünf segmentierten Flächen, die jeweils auf filigranen Unterzügen ruhen. Die Endpunkte der Sitzflächen laufen in die Greifenlehnen, die gleichzeitig als konstruktive Aufnahme dienen. Das Gesamtgewicht aller Bankteile beläuft sich auf ca. 14,5 Tonnen. Das ursprüngliche Material ist schlesischer Marmor aus Großkunzendorf bei Nysa/Neisse, in den dortigen Steinbrüchen wurde einst auch der Marmor für Schloss Sanssouci in Potsdam gewonnen. Das neue Ergänzungsmaterial ist heller Krastaler Marmor aus dem Millstättersee-Gebirge bei Kärnten. Die Innenfläche der Bank ist mit gesägten Würfeln aus schlesischem Granit ausgelegt, das Wegenetz ist wassergebundener Granitsplit aus dem schlesischen Vorgebirge. Das Vorfeld ist als Beet mit einer sternförmigen Rosenfläche nach historischem Vorbild angelegt, das Breiten- und Längsformat des Beetes entspricht dem goldenen Schnitt. Die historischen Bankelemente wurden gereinigt und zeigen die Spuren der Zeit und Bergung, die neuen Teile sind fein ausgearbeitet, so ist erkennbar, welche Elemente Originalteile der Persiusfassung sind. Die Greifenlehnen als besonders wichtiger Teil der Bank sind komplette Neufassungen, weder auf den historischen Entwürfen noch auf den überlieferten Illustrationen und Fotografien sind präzise Anhaltspunkte für eine Rekonstruktion erkennbar.